# Настасіївка (селище)
Настасіївка — селище в Україні, у Станіславчицькій сільській громаді Жмеринського району Вінницької області. До 2020 орган місцевого самоврядування — Кацмазівська сільська рада. Населення становить 37 осіб (станом на 2001 рік). Селище розташоване на південному заході Жмеринського району.

## Географія
| Клімат Настасіївки      | Клімат Настасіївки | Клімат Настасіївки | Клімат Настасіївки | Клімат Настасіївки | Клімат Настасіївки | Клімат Настасіївки | Клімат Настасіївки | Клімат Настасіївки | Клімат Настасіївки | Клімат Настасіївки | Клімат Настасіївки | Клімат Настасіївки | Клімат Настасіївки |
| Показник                | Січ.               | Лют.               | Бер.               | Квіт.              | Трав.              | Черв.              | Лип.               | Серп.              | Вер.               | Жовт.              | Лист.              | Груд.              | Рік                |
| Середній максимум, °C   | −2,1               | −0,5               | 4,5                | 13,5               | 19,8               | 22,8               | 24,1               | 23,7               | 19,6               | 12,9               | 5,3                | 0,3                | 12,0               |
| Середня температура, °C | −5,3               | −3,8               | 0,7                | 8,4                | 14,2               | 17,4               | 18,7               | 18,1               | 14,2               | 8,4                | 2,4                | −2,3               | 7,6                |
| Середній мінімум, °C    | −8,5               | −7,1               | −3,1               | 3,4                | 8,7                | 12,1               | 13,4               | 12,6               | 8,8                | 3,9                | −0,4               | −4,9               | 3,2                |
| Норма опадів, мм        | 35                 | 33                 | 30                 | 51                 | 68                 | 99                 | 96                 | 63                 | 51                 | 33                 | 39                 | 41                 | 639                |
| ----------------------- | ------------------ | ------------------ | ------------------ | ------------------ | ------------------ | ------------------ | ------------------ | ------------------ | ------------------ | ------------------ | ------------------ | ------------------ | ------------------ |
| Джерело:                |                    |                    |                    |                    |                    |                    |                    |                    |                    |                    |                    |                    |                    |

## Населення
Станом на 1989 рік у селищі проживали 58 осіб, серед них — 22 чоловіки і 36 жінок.
За даними перепису населення 2001 року у селі проживали 37 осіб. Рідною мовою назвали:
| Мова       | Кількість осіб | Відсоток |
| ---------- | -------------- | -------- |
| українська | 37             | 100,00%  |

## Політика
Голова сільської ради — Дідовик Василь Іванович, 1968 року народження, вперше обраний у 2008 році. Інтереси громади представляють 12 депутатів сільської ради:
| Партія        | Кількість депутатів | Відсоток |
| ------------- | ------------------- | -------- |
| самовисування | 12                  | 100,00%  |